# Henry Mason
Henry Mason, né le 10 octobre 1831 à Boston et mort le 15 mai 1890 dans la même ville, est l'un des cofondateurs de la fabrique américaine de pianos Mason & Hamlin
Il est le fils du compositeur Lowell Mason, et le frère du compositeur William Mason.
C'est sous son nom que sont actuellement fabriqués les pianos Mason & Hamlin en Chine.